# Эркуландия
Эркуландия (порт. Herculândia)  —  муниципалитет в Бразилии, входит в штат Сан-Паулу. Составная часть мезорегиона Марилия. Входит в экономико-статистический  микрорегион Тупан. Население составляет 8 699 человек на 2006 год. Занимает площадь 364,252 км². Плотность населения — 23,8 чел./км².

## История
Город основан 1 декабря 1948 года. 

## Статистика
- Валовой внутренний продукт на 2003 составляет 70.284.179,00 реалов (данные: Бразильский институт географии и статистики).
- Валовой внутренний продукт на душу населения на 2003 составляет 8.392,14 реалов (данные: Бразильский институт географии и статистики).
- Индекс развития человеческого потенциала на 2000 составляет 0,738 (данные: Программа развития ООН).